# Primera Air Scandinavia
Primera Air Scandinavia A/S (vormals Primeria Air und JetX) war eine dänische Charterfluggesellschaft mit Sitz in Billund und Basis auf dem Flughafen Billund. Am 1. Oktober 2018 wurde Insolvenz beantragt.

## Geschichte

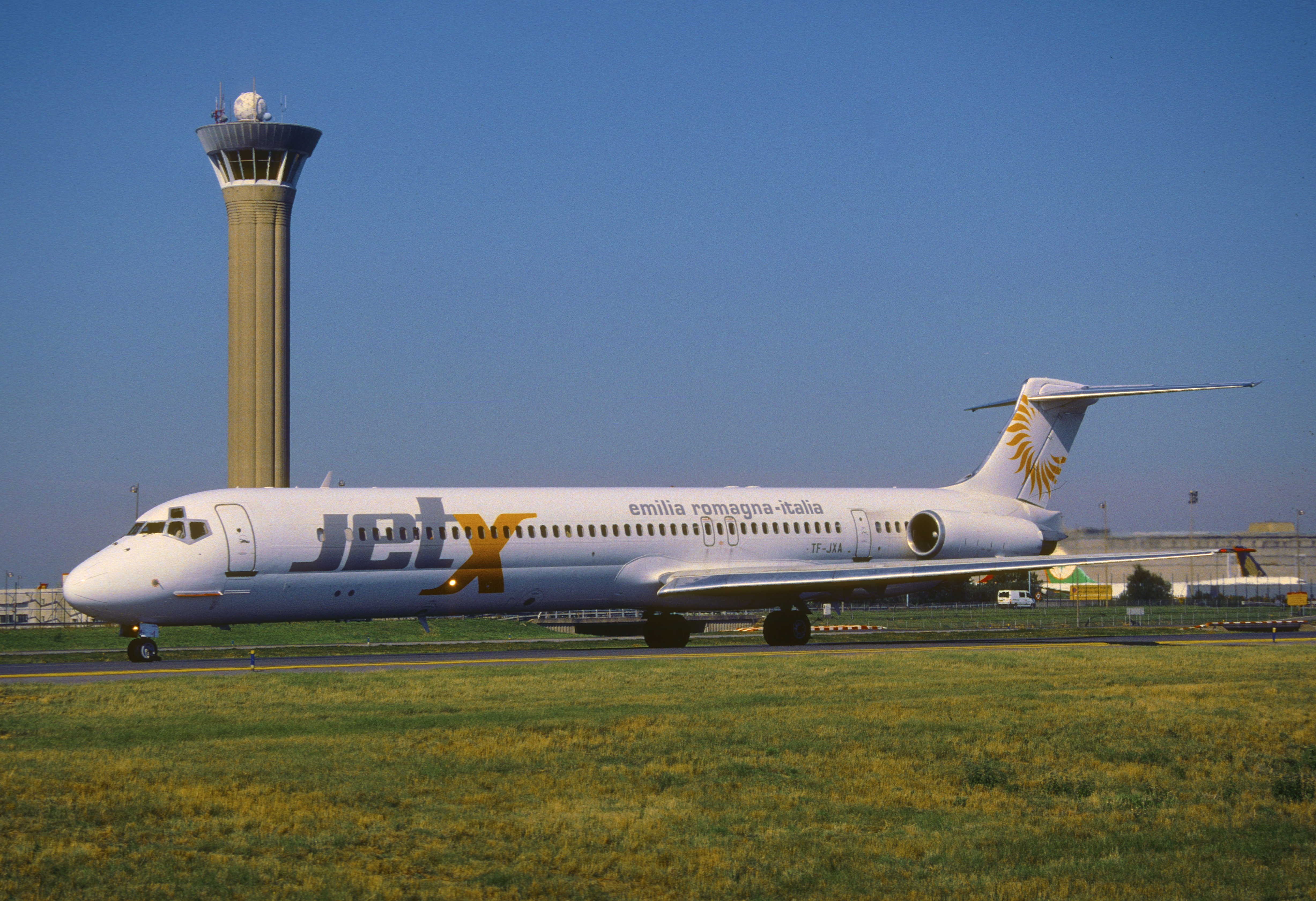
McDonnell Douglas MD-82 der JetX, 2004

Primera Air wurde im September 2003 unter dem Namen JetX gegründet und nahm den Flugbetrieb im Mai 2004 mit einer McDonnell Douglas MD-82 auf. Eine weitere MD-82 stieß im Juni 2004 zur Flotte, die im Juli 2005 um eine McDonnell Douglas MD-83 ergänzt wurde.
Die Primera-Travel-Gruppe übernahm im Februar 2006 60 % der Fluggesellschaft. Im September desselben Jahres leaste JetX eine Boeing 737-800 von Austrian Airlines. Eine weitere Boeing 737-800 kam im April 2007 zur Flotte. Gleichzeitig begann JetX Charterflüge von Keflavík aus. Mit zwei weiteren 737-800 eröffnete JetX im Mai 2007 den Charterbetrieb in Stockholm und Göteborg.
Mit einer Boeing 767-300ER startete JetX im November 2007 Langstreckenflüge von Skandinavien nach Asien. Ein Ziel war zum Beispiel Phuket. Zu dieser Zeit beschäftigte JetX rund 50 Mitarbeiter. Die Bedienung asiatischer Ziele wurde Mitte April 2008 wieder eingestellt.
Im Oktober 2008 wurde die Gesellschaft in Primera Air umbenannt. Sitz der Fluggesellschaft war Kópavogur. Ein Jahr später, im Oktober 2009, übernahm Primera Air Scandinavia den Flugbetrieb der isländischen Primera Air. Die Flotte wurde in Dänemark registriert und der Heimatflughafen nach Billund verlegt.
Im September 2014 wurde eine Tochtergesellschaft namens Primera Air Nordic mit Sitz in Riga gegründet. Sie führt Flüge im Auftrag der Primera Air Scandinavia und von Reiseveranstaltern durch.
Am 11. Mai 2017 bestellte Primera Air Scandinavia acht Boeing 737 Max 9 inklusive vier Optionen. Außerdem werden acht Maschinen von Air Lease Corporation an Primera Air Nordic verleast. Sie sollten auf Flügen an die US-Ostküste eingesetzt werden. Am 1. Oktober 2018 teilte Primera Air kurzfristig mit, insolvent zu sein und den Flugbetrieb ab Mitternacht einzustellen.

## Flugziele
Primera Air Scandinavia flog in Kooperation mit Reiseveranstaltern Urlaubsziele im Mittelmeerraum und auf den Kanaren an. Außerdem bediente Primera Air Scandinavia Ziele in den USA und Kanada von London und Paris.

## Flotte

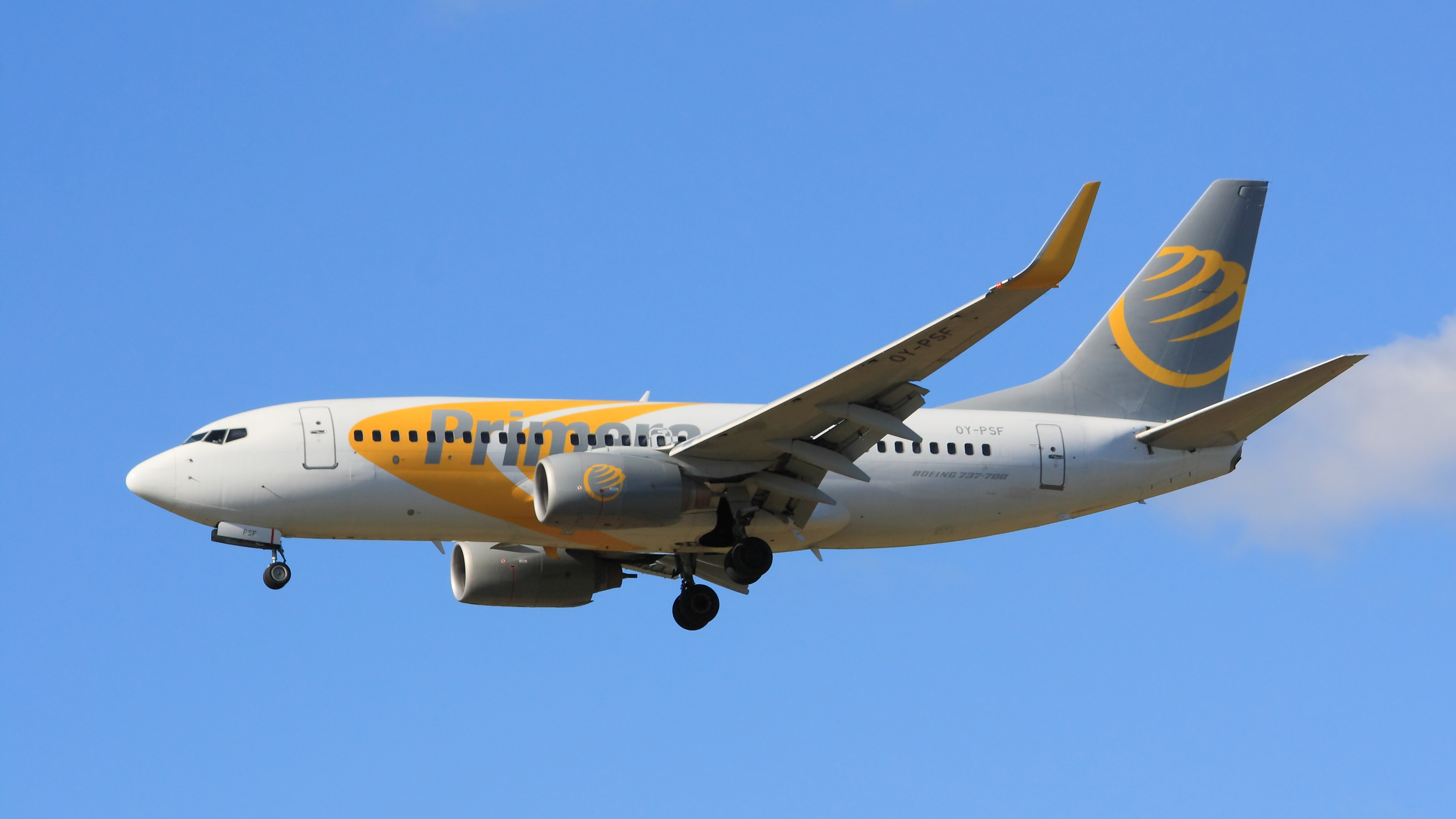
Boeing 737-700 der Primera Air

Mit Stand Juli 2018 bestand die Flotte der Primera Air Scandinavia aus fünf Flugzeugen mit einem Durchschnittsalter von 5,9 Jahren.
| Flugzeugtyp      | Anzahl | bestellt | Anmerkungen               | Sitzplätze |
| ---------------- | ------ | -------- | ------------------------- | ---------- |
| Airbus A321neo   | 5      | 1        |                           | 198        |
| Boeing 737-800   | 2      |          | mit Winglets ausgestattet | 189        |
| Boeing 737 MAX 9 |        | 8        | + 4 Optionen              | - offen -  |
| Gesamt           | 7      | 9        |                           |            |

Zuvor eingesetzte Flugzeugtypen
In der Vergangenheit wurden unter anderem folgende Flugzeugtypen betrieben:
- Boeing 737-700
- Boeing 767-300ER
- McDonnell Douglas MD-82/83